# Liste der Befestigungen in und um Verdun
Die französische Stadt Verdun an der Maas wurde als alte Garnisons- und Festungsstadt in der Zeit vor dem Ersten Weltkrieg massiv befestigt und in die Barrière de fer eingegliedert. Es existieren zahlreiche unterschiedlich große Anlagen:

## Anlagen am rechten Maasufer
Forts
- Fort de Belrupt
- Fort de Belleville
- Fort de Douaumont
- Fort de Genicourt
- Fort de Haudainville
- Fort de Moulainville
- Fort de Rozelier
- Fort de Souville
- Fort du Saint-Michel
- Fort de Tavannes
- Fort de Vaux

Ouvrages
- Ouvrage de Bezonvaux
- Ouvrage de Chatilion
- Ouvrage de Derame
- Ouvrage d’Eix
- Ouvrage de Froideterre
- Ouvrage de Hardaumont
- Ouvrage de Jaulny
- Ouvrage de l’Orient
- Ouvrage de la Lauffée
- Ouvrage de Manesel
- Ouvrage de Thiaumont
- Ouvrage de (Bois) St. Symphorien
- Ouvrage „D“ / Le Morpion

Batterien / Infanteriewerke / Stollen / Munitionslager
- Batterie de l’Hopital
- Batterien und Infanteriewerke auf Anhöhe Froideterre
- Batterien und Infanteriewerke auf Anhöhe Thiaumont
- Anschlussbatterien und Inf. Werke Fort Douaumont
- Anschlussbatterien und Inf. Werke Fort Vaux
- Anschlussbatterien und Inf. Werke Fort Belleville
- Anschlussbatterien und Inf. Werke Fort St. Michel
- Anschlussbatterien und Inf. Werke Fort Souville
- Zwillingsgeschützturm zu Fort Souville
- Anschlussbatterien und Inf. Werke Fort Belrupt
- Anschlussbatterien Süd und Nord Fort Rozelier
- Batterie du Damloup
- Batterie de la Chenoise
- Abri des Quatre Cheminees
- Petit Depot / Steinbruch bei 579
- Kloebe-Stollen (ehem. dt. Stellung bei Ft. Vaux)
- Lindow Stollen (ehem. dt. Stellung bei Ft. Vaux)
- Rosencrantz Stollen (ehem. dt. Stellung bei Ft. Vaux)

Diverses
- Caserne Marceau (Ruinen)
- Caserne Chevert (Ruinen)
- Tunnel de Tavannes

## Anlagen am linken Maasufer
Forts
- Fort de Bois Bourrus
- Fort de Choisel
- Fort du Chana
- Fort de la Chaume
- Fort de Dugny
- Fort de Landrecourt
- Fort de Marre
- Fort du Regret
- Fort des Sartelles
- Fort de Vacherauville

Ouvrages
- Ouvrage de Baleycourt
- Ouvrage du Bois de Chapitre (bei Landrecourt)
- Ouvrage de la Bois
- Ouvrage de Charny
- Ouvrage de Fromereville
- Ouvrage de la Falouse
- Ouvrage de Germonville

Batterien / Infanteriewerke / Stollen / Munitionslager
- Poste de la Belle Epine
- Batterien zwischen Ft. Vacherauville und Ft. Bois Bourrus
- Batterie de la Bois du Chene
- Batterien vor Ft. du Regret
- Batterien zwischen Ft. de Landrecourt und Ouvrage de la Falouse
- Kronprinzentunnel (ehem. dt. Stellung)
- Gallwitztunnel (ehem. dt. Stellung)
- Bismarck-Tunnel (früher Runckel-Tunnel) (ehem. dt. Stellung)
- Caurrettes Tunnel (ehem. dt. Stellung)

## Anlagen in der Stadt
- Citadelle de Verdun